# Santa Rosa el Oriente
Santa Rosa el Oriente är en ort i Mexiko.   Den ligger i kommunen La Trinitaria och delstaten Chiapas, i den sydöstra delen av landet, 900 km öster om huvudstaden Mexico City. Santa Rosa el Oriente ligger 1 408 meter över havet och antalet invånare är 234.
Terrängen runt Santa Rosa el Oriente är kuperad. Runt Santa Rosa el Oriente är det ganska glesbefolkat, med 43 invånare per kvadratkilometer. Närmaste större samhälle är San Isidro el Zapotal, 6,9 km öster om Santa Rosa el Oriente. I omgivningarna runt Santa Rosa el Oriente växer i huvudsak städsegrön lövskog.